# 1991 QF
1991 QF är en asteroid i huvudbältet som upptäcktes den 30 augusti 1991 av den australiensiske astronomen Robert H. McNaught vid Siding Spring-observatoriet.
Asteroiden har en diameter på ungefär 4 kilometer.